# Wilhelm von Woyna (General, 1784)
Johann Wilhelm Leopold Dewitz von Woyna (* 27. Dezember 1784 in Osterode; † 1. Februar 1865 in Berlin) war ein preußischer Generalmajor und Kommandeur des Kadettenhauses in Kulm.

## Leben

### Herkunft
Wilhelm war der Sohn des preußischen Kapitän a. D., zuletzt Traininspekteur, Daniel Michael von Woyna (1748–1810) und dessen Ehefrau Anna Dorothea, geborene Wagner (1755–1792).

### Militärkarriere
Woyna besuchte die Kadettenhäuser in Kulm und Berlin. Am 11. April 1800 wurde er als Gefreitenkorporal im Infanterieregiment „von Natzmer“ der Preußischen Armee angestellt und avancierte bis Mitte Dezember 1805 zum Sekondeleutnant und Bataillonsadjutanten. Im Vierten Koalitionskrieg kämpfte er bei Halle sowie Lübeck und wurde auf dem Rückzug nach Danzig bei der Verteidigung der Stadt verwundet.
Nach dem Frieden von Tilsit wurde Woyna am 16. April 1808 mit Patent vom 24. Mai 1803 im 2. Westpreußischen Infanterie-Regiment angestellt. Während der Befreiungskriege wurde er in der Schlacht bei Bautzen verwundet und mit dem Eisernen Kreuz II. Klasse ausgezeichnet. Mit seiner Beförderung zum Premierleutnant erfolgte am 26. Juni 1813 die Versetzung in die Adjutantur. In der Schlacht bei Dresden wurde er schwer verletzt und nach seiner Wiederherstellung am 30. November 1813 als Stabskapitän und Adjutant bei General von Kleist verwendet. Aufgrund seiner Verwundungen war Woyna jedoch nicht mehr felddiensttauglich und wurde daher am 29. Mai 1814 zum Kadettenkorps versetzt.
Am 17. März 1815 erhielt Woyna den Orden des Heiligen Wladimir IV. Klasse und wurde am 20. Juli 1815 zum Kompaniechef im Kadettenkorps ernannt. Am 7. Juni 1816 stieg er zum Kapitän und am 30. März 1817 mit Patent vom 4. April 1817 zum Major auf. Am 12. Dezember 1817 kam er dann als Direktor an die Kadettenanstalt nach Kulm, erhielt 1825 das Dienstkreuz und avancierte am 7. April 1835 zum Oberstleutnant. Am 1. Juni 1836 erfolgte seine Ernennung zum Kommandeur des Kadettenhauses und in dieser Stellung wurde Woyna am 30. März 1837 Oberst sowie anlässlich des Ordensfestes am 18. Januar 1839 mit dem Roten Adlerorden III. Klasse mit Schleife ausgezeichnet. Unter Verleihung des Charakters als Generalmajor wurde ihm am 21. Oktober 1841 der Abschied mit der gesetzlichen Pension bewilligt. Ab dem 21. November 1841 bekam er zu seiner Pension eine Zulage von 250 Talern. Er starb am 1. Februar 1865 als Ehrenritter des Johanniterordens in Berlin.

### Familie
Woyna heiratete am 27. Dezember 1814 in Berlin mit Hermine von Knobelsdorff (1792–1828). Sie war eine Enkelin des Generalmajors Kurd Gottlob von Knobelsdorff, und Tochter des Majors Heinrich Alexander Karl von Knobelsdorff (1764–1807) und dessen erster Frau Sophie Frederike Johann von Knobloch (1766–1798)
Das Paar hatte mehrere Kinder: 
- Max (1816–1864), Major a. D., zuletzt im 10. Infanterie-Regiment
- Hermann Friedrich Karl (*/† 1817)
- Wilhelm Alexander Franz (1818–1851), Premierleutnant a. D., zuletzt im 33. Infanterie-Regiment, Telegraphendirektor in Kassel, Liederdichter[4]
- Sophie (* 1819)
- Kurt Friedrich (* 5. April 1821), Premierleutnant a. D., zuletzt im 17. Landwehr-Regiment
- Klara Hedwig Pauline (* 23. Oktober 1822; † 5. April 1900) ⚭ 1841 Ewald Theodor von Scheffer (1812–1898), Generalmajor

Nach dem Tod seiner ersten Frau heiratete er am 31. März 1834 in Kulm Antonie Pauline Friederike Bobbe (1814–1894), die älteste Tochter des Oberlehrers des Kadettenhauses Friedrich Bobbe. Das Paar hatte eine Tochter Hermine Luise Pauline (1836–1893), die den Theologen und Universitätsprofessor Bernhard Weiß (1827–1918) ehelichte.